# Развадовский, Константин Иванович
Граф (с 29.06.1872) Константин Иванович (Разводовский) Развадовский (1814—1885) — русский военный деятель, генерал от инфантерии (15.05.1883).

## Биография
Из дворян Минской губернии. В службу вступил в 1829 году унтер-офицером Литовского лейб-гвардии полка. В 1830 году участник подавления Польского восстания. В 1832 году произведён в подпоручики и поручики гвардии. С 1845 года перевёлся подполковником в Невский 1-й пехотный полк.
С 1849 года назначен командиром 24-го Симбирского пехотного полка, во главе полка в этом году принял участие в Венгерской компании. В 1850 году произведён в полковники. С 1854 года вместе со своим полком участвовал в Крымской войне, был в Молдавии, Бессарабии и Крыму, был в сражении при реке Черной в при обороне Севастополя.
В 1855 году был награждён Золотым оружием «За храбрость»: 
За отличие в делах против неприятеля
С 1861 года произведён в генерал-майоры с назначением помощником начальника 4-й пехотной дивизии. С 1863 года назначен генералом для особых поручений при Наместнике Царства Польского графе Ф. Ф. Берге и одновременно председателем Особой следственной комиссии по политическим делам в Царстве Польском. В этом же году участвовал в Польской компании, был командующим войсками Замковой стороны города Варшавы.
С 1867 года назначен Варшавским комендантом. В 1869 году произведён в генерал-лейтенанты. В 1882 году награждён орденом Святого Александра Невского. В 1883 году произведён в генералы от инфантерии.

## Награды
Награды
- Золотое оружие «За храбрость» (1855)
- Орден Святого Станислава 1-й степени (1864)
- Орден Святой Анны 1-й степени (1866)
- Орден Святого Владимира 2-й степени (1873)
- Орден Белого орла (1879)
- Орден Святого Александра Невского (1882)